# Оливье IV де Клиссон
Оливье IV де Клиссон (фр. Olivier IV de Clisson; умер 2 августа 1343, Париж, Королевство Франция) — французский аристократ, сын Оливье III де Клиссона и Изабо де Краон. После смерти отца в 1320 году унаследовал владения в Бретани и Нормандии. Участвовал в войне за бретонское наследство на стороне французского ставленника, в 1342 году занял Ванн, но вскоре был вынужден сдать его англичанам. Из-за этого впал в немилость к королю и перешёл на сторону Англии. После перемирия приехал в Париж, там был арестован, осуждён за измену и обезглавлен.
Оливье IV был дважды женат: на Бланке де Бувиль (дочери Жана де Бувиля) и Жанне де Бельвиль (дочери Мориса IV де Бельвиля-Монтегю и Летисии де Партене). В первом браке родился сын Жан, сеньор де Мильи. Во втором браке родились:
- Оливье V;
- Морис;
- Гийом;
- Изабо, жена Жана I де Рье, сеньора де Рье;
- Жанна, жена Жана д’Арпедана[3].

Вдова Оливье IV вступила во второй брак — с англичанином сэром Уолтером Бентли.